# ニセマツカサガイ
ニセマツカサガイ（偽松毬貝、Inversiunio yanagawensis）は、淡水にすむイシガイ科の二枚貝で、湖沼および緩やかな流れのある河川の下流域や用水路などの砂泥底に見られる。マシジミと同様、砂泥中にもぐって導水管だけを出していることが多い。
殻は70mm。殻はかなりいびつな卵形をしており、色は茶褐色。殻頂付近にうろこ状の模様があり、大きくなっても残る。滋賀県以西の本州（日本海側は鳥取県以西）、四国、九州に分布している。
グロキディウム幼生は、ヨシノボリ、オイカワ、カマツカなどに寄生する。

## 保護上の位置づけ
- 準絶滅危惧（NT）（環境省レッドリスト）